# Nikki Lee
Nikki Lee es una deportista estadounidense que compitió en taekwondo. Ganó una medalla de bronce en el Campeonato Panamericano de Taekwondo de 1998 en la categoría de +70 kg.

## Palmarés internacional
| Campeonato Panamericano | Campeonato Panamericano | Campeonato Panamericano | Campeonato Panamericano |
| Año                     | Lugar                   | Medalla                 | Categoría               |
| ----------------------- | ----------------------- | ----------------------- | ----------------------- |
| 1998                    | Lima (Perú)             | Medalla de bronce       | +70 kg                  |